# Josef Jan z Thun-Hohensteinu
Josef Jan Křtitel Antonín z Thun-Hohensteinu  (německy Joseph Johann Baptist Anton von Thun-Hohenstein, 5. prosince 1767, Vídeň – 17. května 1810, zámek Klášterec nad Ohří) rakousko-český šlechtic, hrabě z Thun-Hohensteinu.

## Život
Narodil se jako (jediný přeživší) syn císařského komorníka hraběte Františka Josefa z Thun-Hohensteinu (1734–1801) a jeho manželky hraběnky Marie Vilemíny Anny Josefy z Ulfeldtu (1744–1800), dcery hraběte Antonína Korfitze z Ulfeldtu (1699–1769) a princezny Anny Marie Alžběty z Lobkovic (1726–1786).
Měl bratra Ferdinanda Josefa, který však zemřel jako dítě a tři sestry, Marii Alžbětu (1764–1806), provdanou za Andreje Kirilloviče Razumovského, Marii Kristýnu (1765–1841) provdanou za Karla Aloise Lichnovského z Voštic a Marii Karolínu (1769–1804) provdanou za Richarda Meade Guilforda, 2. hraběte z Clanwilliamu.
Jeho matka Marie Vilemína vedla ve Vídni významný hudebně-intelektuální salon a podporovala Wolfganga Amadea Mozarta a Ludwiga van Beethovena.

V roce 1621 rodina získala zámek Klášterec nad Ohří, který vlastnila až do vyvlastnění v květnu 1945. V roce 1792 zde rodina založila první porcelánku v Čechách.

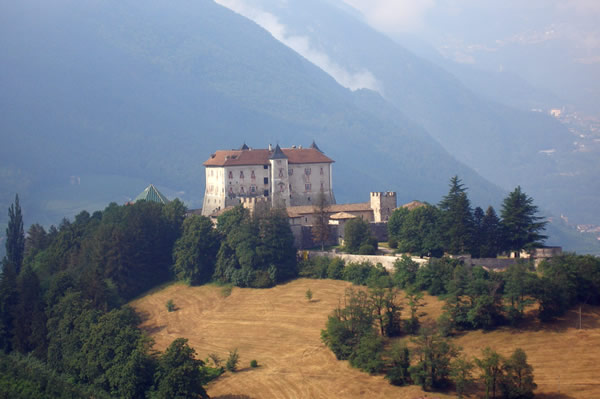
Hrad Thun poblíž Tonu, provincie Trento
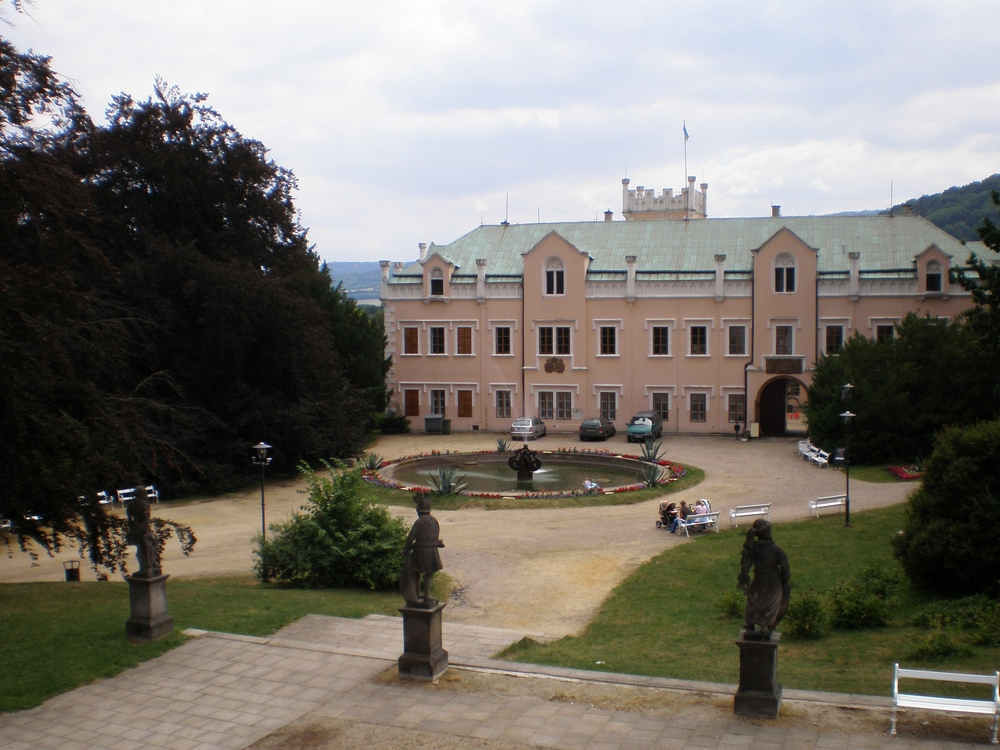
Zámek Klášterec nad Ohří

### Manželství a rodina
Josef Jan z Thun-Hohensteinu byl třikrát ženat:
1) od 10. června 1793 v Žehušicích s hraběnkou Marií Josefou ze Schrattenbachu (6. prosince 1768, Štýrský Hradec – 16. března 1794, Praha), vdovou po lankraběti Karlu Bedřichovi z Fürstenbergu, dcerou hraběte Otto Wolfganga ze Schrattenbachu (1739-1820) a hraběnky Marie Alžběty (Isabely) ze Šternberka (* 1749). Z tohoto manželství se narodil jeden syn: 
- Josef Matyáš (24. února 1794, Praha – 24. září 1868, Salzburg), ženatý 10. září 1816 v Praze s hraběnkou Františkou Romanou z Thun-Hohensteinu (26. ledna 1796, Praha – 14. října 1883, Salcburk). Měli devět dětí

2) roku 1796 se v Praze oženil s hraběnkou Marií Terezií ze Schrattenbachu (1777–1803), sestrou své první manželky. Manželství zůstalo bezdětné a bylo rozvedeno.
3) dne 6. srpna 1798 v Praze oženil potřetí, s Eleonorou Fritschovou (15. dubna 1775, Klášterec nad Ohří – 26. června 1834 Vídeň), s níž měl tři děti:
- Jan Nepomuk (21. května 1797 – 3. ledna 1841)
- Karel (24. ledna 1803 – 16. ledna 1876), ženatý od 3. července 1833 s Johanou svobodnou paní Kohlerovou (26. března 1809 – 2. ledna 1891)
- Karolína (24. ledna 1803 – 1841)